# Savage Toddy
Savage Toddy est un rappeur et chanteur français d'origine guinéenne. Il est aussi le petit frère du rappeur Luv Resval.

## Biographie

### Jeunesse
L'un de ses frères, Léo Mouctar Clément Lesage, est aussi rappeur sous le pseudonyme de Luv Resval.
Son père travaille dans l'immobilier et sa mère est employée dans la restauration.

### Carrière
Savage commence sa carrière en postant des morceaux sur Soundcloud puis apparaît en 2017 avec deux featurings sur la première mixtape de son frère nommé ¥ung  Life. En février 2019, il fait une nouvelle apparition sur un autre  projet de Luv Resval nommé LUV KILLS avec le titre “Die”. Puis le 17  mai 2019, il sort son premier projet solo intitulé 777 composé de 7 titres. En mars 2021, il sort son premier album Toddy1kenobi comprenant notamment des featurings avec Luv Resval, Alkpote et Noma Rttclan. En décembre de la même année, il publie la réédition de son album appelée T-0b1.
En mai 2023, il sort le titre Tout s'en va sauf les souvenirs en hommage à son frère Luv Resval décédé à seulement 24 ans le 21 octobre 2022.
Début septembre 2024, il dévoile un EP appelé Spécial. A la fin du même mois, il sort un nouvel album dénommé Né Spécial, puis une réédition en octobre sous le titre Personne n'est spécial.[source secondaire souhaitée]

## Discographie

### Albums
- 2021 : Toddy1kenobi
- 2021 : T-0b1
- 2024 : Né spécial
- 2024 : Personne n'est spécial

### EP's
- 2024 : Spécial

### Singles
- 2020 : AHAH !
- 2020 : Décisions
- 2020 : Hood feat. Luv Resval
- 2020 : Garder
- 2020 : Mc Gregor
- 2021 : Papillon feat. Alkpote
- 2021 : Booska'Wayne (Freestyle Booska-P)
- 2021 : Balanci feat. Luv Resval
- 2021 : Toddy1kenobi feat. Alkpote
- 2023 : Tout s'en va sauf les souvenirs
- 2024 : Actif feat. Purp
- 2024 : Vision floutée
- 2024 : Wife
- 2024 : Future feat. Latop
- 2024 : L'occaz feat. Luv Resval
- 2024 : Réveil feat. Luv Resval & Alkpote

### Apparitions
- 2020 : Règlement Gang Freestyle de Le Règlement feat. Savage Toddy
- 2020 : Hennesy de Alkpote feat. Savage Toddy et Luv Resval
- 2021 : Big cup de C4000 feat. Savage Toddy
- 2021 : Tatooine de Luv Resval feat. Savage Toddy
- 2021 : Space cake de Luv Resval feat. Savage Toddy
- 2021 : Blue Ferrari de Luv Resval feat. Savage Toddy
- 2021 : Phone de Luv Resval feat. Savage Toddy et Roni0block
- 2022 : Memphis de Mahdi Ba feat. Savage Toddy
- 2023 : Toxic Shit de Bendo feat. Savage Toddy
- 2023 : Type plante de Caballero & JeanJass feat. Savage Toddy
- 2023 : Rolex de Le Risque feat. Savage Toddy
- 2024 : Day de Shaz et Steki feat. Savage Toddy